# Södra Dals kontrakt
Södra Dals kontrakt var ett kontrakt inom Karlstads stift av Svenska kyrkan. 
Kontraktskoden var 0911.

## Administrativ historik
Kontraktet omfattade före 2001
- Örs församling
- Dalskogs församling som 2010 uppgick i Örs församling
- Gunnarsnäs församling som 2010 uppgick i Örs församling
- Holms församling
- Järns församling som 2010 uppgick i Holms församling
- Skålleruds församling
- Bolstads församling
- Grinstads församling som 2010 uppgick i Bolstads församling
- Erikstads församling som 2010 uppgick i Bolstads församling
- Frändefors församling
- Brålanda församling
- Sundals-Ryrs församling
- Gestads församling

2001 tillfördes från då upphörda Västra Dals kontrakt
- Högsäters församling
- Järbo församling som 2010 uppgick i Järbo-Råggärds församling
- Rännelanda församling som 2010 uppgick i Rännelanda-Lerdals församling
- Lerdals församling som 2010 uppgick i Rännelanda-Lerdals församling
- Råggärds församling som 2010 uppgick i Järbo-Råggärds församling
- Färgelanda församling
- Ödeborgs församling som 2010 uppgick i Färgelanda församling
- Torps församling som 2010 uppgick i Färgelanda församling

Karlstads stift fick den 1 april 2015 ny kontraktsindelning med sex kontrakt. Södra Dals kontrakt lades då samman med Norra Dals kontrakt och bildade Dalslands kontrakt.